# Super Bowl XXXVI
Il Super Bowl XXXVI è stata la partita di finale della National Football League tra i vincitori della National Football Conference (NFC) e della American Football Conference (AFC) nella stagione del 2001 e venne giocata il 3 febbraio 2002 al Louisiana Superdome di New Orleans.
La partita vide affrontarsi i vincitori della NFC, i St. Louis Rams ed i vincitori della AFC, i New England Patriots. I Rams, dati favoriti per 14 a 1, hanno perso negli ultimi istanti della partita.
Il quarterback Tom Brady fu nominato Super Bowl MVP dopo avere completato 16 passaggi su 27 tentativi, per un totale di 145 yard con un touchdown.

## Marcature
- 1º quarto

STL – FG: Jeff Wilkins 50 yard 3–0 STL 3:10
- 2º quarto

NE – TD: Ty Law su ritorno di intercetto da 47 yard (extra point trasformato da Adam Vinatieri) 7–3 NE 8:49
NE – TD: David Patten su passaggio da 8 yard di Tom Brady (extra point trasformato da Adam Vinatieri) 14–3 NE 0:31
- 3º quarto

NE – FG: Adam Vinatieri 37 yard 17–3 NE 1:18
- 4º quarto

STL – TD: Kurt Warner su corsa da 2 yard (extra point trasformato da Jeff Wilkins) 17–10 NE 9:31
STL – TD: Ricky Proehl su passaggio da 26 yard di Kurt Warner (extra point trasformato da Jeff Wilkins) 17–17 pari
NE – FG: Adam Vinatieri 48 yard 20–17 NE 0:00

## Formazioni titolari
| St. Louis       | Ruolo | Ruolo | New England           |
| --------------- | ----- | ----- | --------------------- |
| Attacco         |       |       |                       |
| Torry Holt      | WR    | WR    | Troy Brown            |
| Orlando Pace    | LT    | LT    | Matt Light            |
| Tom Nütten      | LG    | LG    | Mike Compton          |
| Andy McCollum   | C     | C     | Damien Woody          |
| Adam Timmerman  | RG    | RG    | Joe Andruzzi          |
| Rod Jones       | RT    | RT    | Greg Robinson-Randall |
| Ernie Conwell   | TE    | TE    | Jermaine Wiggins      |
| Isaac Bruce     | WR    | WR    | David Patten          |
| Kurt Warner     | QB    | QB    | Tom Brady             |
| Marshall Faulk  | RB    | RB    | Antowain Smith        |
| Jeff Robinson   | TE    | FB    | Marc Edwards          |
| Difesa          |       |       |                       |
| Chidi Ahanotu   | LE    | LE    | Bobby Hamilton        |
| Brian Young     | LDT   | LDT   | Brandon Mitchell      |
| Jeff Zgonina    | RDT   | RDT   | Richard Seymour       |
| Grant Wistrom   | RE    | RE    | Anthony Pleasant      |
| Don Davis       | LOLB  | LOLB  | Mike Vrabel           |
| London Fletcher | MLB   | MLB   | Tedy Bruschi          |
| Tommy Polley    | ROLB  | ROLB  | Roman Phifer          |
| Aeneas Williams | LCB   | LCB   | Ty Law                |
| Dexter McCleon  | RCB   | RCB   | Otis Smith            |
| Adam Archuleta  | SS    | SS    | Lawyer Milloy         |
| Kim Herring     | FS    | FS    | Tebucky Jones         |